# Пугачевка (Ровненская область)
Пугачевка (укр. Пугачівка) — село в Млиновской поселковой общине Дубенского района Ровненской области Украины.
До 2020 года входило в Млиновский район.
Население по переписи 2001 года составляло 1065 человек. Почтовый индекс — 35134. Телефонный код — 3659. Код КОАТУУ — 5623887601.